# Monobloc
Monobloc es una película argentina de 2005 dirigida y escrita por Luis Ortega. Se trata del segundo largometraje del director, y en el guion también colaboró Carolina Fal. Estuvo protagonizada por Graciela Borges , Rita Cortese , Carolina Fal y Evangelina Salazar , la propia madre del cineasta.

## Sinopsis
La madrina y Perla son todo el mundo para una joven, un mundo delimitado por las cuatro paredes de un monoambiente con una única ventana que da a ningún lado.

## Reparto
- Graciela Borges como Perla
- Rita Cortese como Madrina
- Carolina Fal como Nena
- Evangelina Salazar
- Silvia Süller

## Distribución
La película se estrenó en Argentina el 9 de junio de 2005. Además, se proyectó en varios festivales de cine, entre ellos: el Festival Internacional de Cine de Toronto , Canadá; el Festival Internacional de Cine de Indianápolis], Estados Unidos; el Festival de Cine El Grito Sagrado, Argentina y otros.

## Recepción crítica
A la crítica Diana Sánchez le gustó la dirección de Ortega y escribió: "Lo que más me gusta de Monobloc es que Ortega no tiene miedo de correr riesgos; crea un entorno desconocido utilizando elementos cinematográficos normalmente sencillos como sonido, movimientos de cámara y lugares aparentemente imposibles. Su objetivo es sacudir a la audiencia de la complacencia y provocar una reacción. Aunque retrata un universo muy diferente al nuestro, la película pregunta: ¿no son algunas de nuestras preocupaciones igualmente absurdas? ¿Nuestro mundo realmente tiene algún sentido? La tensión siempre presente que impregna el La película insinúa una visión sombría de una sociedad que se precipita hacia la autodestrucción".
Jonathan Holland, crítico de cine de Variety , le dio a la película una crítica mixta y escribió: " Monobloc pretencioso y onírico es un intento pesado del director de segundo año Luis Ortega para lograr el estatus de autor. Diseñado, según la sorprendente admisión del propio director, para estar más allá de la comprensión total. , la película es de tipo ámalo u ódialo y cuenta con un elenco y un equipo fuerte que han creado una pieza de apariencia suntuosa y, a veces, seductora que tira por la borda el libro de reglas, pero a diferencia del mejor trabajo de David Lynch , parece no estar interesado en proporcionar reglas propias".